# Ski Magazine (second titre)
Pour les articles homonymes, voir Ski Magazine.
Ski Magazine est un magazine de ski, créé en novembre 2003 par les Editions Glenat puis racheté en 2008 par les Editions Nivéales, et dont la parution cesse en décembre 2021.

## Historique
Le 20 décembre 1940 la fédération française de ski lance son journal officiel intitulé Ski français. Il est distribué automatiquement à tous les licenciés.
En 1997, la fédération vend sa revue aux éditions Glenat qui poursuit son édition. Mais en 2003, la FFS en grandes difficultés financières, renonce à la distribution du magazine aux licenciés. Le dernier et 367e numéro de ski français parait en octobre 2003. Les éditions Glenat lancent alors un nouveau périodique (sans lien avec la fédération) Ski Magazine, dont la numérotation poursuit symboliquement celle de Ski français. Le premier numéro de Ski Magazine porte ainsi le numéro 368.
Auparavant, la marque Ski Magazine, avait été déposée en 1999 à l'INPI  par les éditions Glénat. Cette marque avait été par ailleurs, entre 1968 et 1998, la propriété de l'Union des éditions modernes puis de la Cogedipresse, qui éditaient une revue intitulée aussi  Ski Magazine, sans rapport avec le magazine qui fait l'objet du présent article.
En février 2008 les éditions Glénat cèdent Ski Magazine aux éditions Nivéales.
Le 465e et dernier numéro paraît en décembre 2021.

## Contenu
Il traite principalement du ski alpin, du ski de randonnée et du freeride. Il fait la part belle aux stations et à leurs équipements, aux itinéraires de randonnées et aux spots de freeride, en France mais aussi à l'étranger. Il est aussi très orienté sur les matériels de skis.
Parmi les différents rédacteurs en chef/directeurs de la publication : 
- Thomas Bianchin (2006-2008)
- Mathieu Ros (depuis avril 2008)
- Laurent Belluard (depuis 2011)

## Concurrence
Les principaux magazines concurrents étaient :
- Skieur Magazine (créé en 1995) appartenant au même éditeur, les éditions Nivéales
- Ski chrono (créé en 2006) appartenant au Dauphiné libéré